# Adenophora tashiroi
Adenophora tashiroi là loài thực vật có hoa trong họ Hoa chuông. Loài này được Tomitaro Makino và Takenoshin Nakai mô tả khoa học đầu tiên năm 1909 như là một thứ với danh pháp Adenophora polymorpha var. tashiroi. Năm 1911 các tác giả này nâng cấp nó thành loài độc lập.